# زاره تر-کاراپتیان
زاره آریستاکسی تر-کاراپتیان (ارمنی: Զարեհ Արիստակեսի Տեր-Կարապետյան زاده ۷ سپتامبر ۱۹۲۱ - درگذشته ۲۳ اکتبر ۱۹۹۶) یک بازیگر اهل ارمنستان بود. وی بین سال‌های - تا - میلادی فعالیت می‌کرد.

## زندگی‌نامه
وی در ۷ سپتامبر ۱۹۲۱ در تبریز به دنیا آمد و از انستیتو دولتی هنرهای زیبای ایروان فارغ‌التحصیل شد. وی همسر وارسیک گریگوریان بود.  وی همچنین برندهٔ جوایزی همچون هنرمند شایسته ارمنستان شوروی شده‌است. وی در ۲۳ اکتبر ۱۹۹۶ در سن ۷۵ سالگی در ایروان درگذشت.